# Gourmet Trains: Viaggi del gusto
Gourmet Trains: Viaggi del gusto (in lingua originale Jonathan Phang's Gourmet Trains) è un programma televisivo di viaggi e cucina realizzato con stile documentaristico. È presentato da Jonathan Phang e trasmesso sui canali Food Network, Travel Channel ed in Italia su Fine Living.
Nella trasmissione lo chef britannico Jonathan Phang viaggia in giro per il mondo a bordo dei treni più eleganti del mondo, visitando le capitali della cucina internazionale per gustare i piatti ed aperitivi vari rappresentanti di ogni regione.

## Puntate
| Stagione         | Puntate | Prima TV USA     | Prima TV Italia |
| ---------------- | ------- | ---------------- | --------------- |
| Prima stagione   | 6       | 11 febbraio 2014 | 30 ottobre 2014 |
| Seconda stagione | 5       | 11 aprile 2015   | N/A             |

### Stagione 1
| nº | n° (int.) | Titolo                                                     | Prima TV USA     | Prima TV Italia  |
| -- | --------- | ---------------------------------------------------------- | ---------------- | ---------------- |
| 1  | 1         | Venice to London on the Venice Simplon-Orient Express      | 11 febbraio 2014 | 30 ottobre 2014  |
| 2  | 2         | Bucharest to Istanbul on the Venice Simplon-Orient Express | 18 febbraio 2014 | 6 novembre 2014  |
| 3  | 3         | Singapore to Penang on the Eastern and Oriental Express    | 25 febbraio 2014 | 13 novembre 2014 |
| 4  | 4         | Penang to Bangkok on the Eastern and Oriental Express      | 4 marzo 2014     | 20 novembre 2014 |
| 5  | 5         | England on the Northern Belle and British Pullman          | 11 marzo 2014    | 27 novembre 2014 |
| 6  | 6         | Budapest to Vienna on the Venice Simplon-Orient Express    | 18 marzo 2014    | 4 dicembre 2014  |

### Stagione 2
| nº | n° (int.) | Titolo                                        | Prima TV USA   | Prima TV Italia |
| -- | --------- | --------------------------------------------- | -------------- | --------------- |
| 7  | 1         | The Royal Scotsman - The Highlands            | 11 aprile 2015 |                 |
| 8  | 2         | Vancouver to Jasper on the Canadian           | 18 aprile 2015 |                 |
| 9  | 3         | Edmonton to Winnipeg on the Canadian          | 25 aprile 2015 |                 |
| 10 | 4         | Perth to Sydney on the Indian Pacific         | 2 maggio 2015  |                 |
| 11 | 5         | Cairns to Brisban on the Spirit of Queensland | 9 maggio 2015  |                 |